# Carry-handel
Carry-handel (CCT)av engelskans carry trade, är om det inte på annat sätt anges, på valutamarknaden när en handlare lånar valuta till en låg ränta och byter den till och sedan sparar i en valuta som har högre ränta. Det är en form av valutaspekulation.  Men eftersom det är en mycket riskfylld handel så används ofta datorer för att bevaka positionerna. Skulle valutornas relativpris, växelkurs, ändras, måste positionen släckas om inte handlaren skall riskera förlust (eller storvinst!). Handlaren säljer därför snabbt av, vilket ökar volatiliteten i marknaden.
Enligt teorin om den perfekta marknaden och ränteparitetsvillkoret fungerar inte carryhandel. Den skall inte fungera eftersom en valutas pris (E) främst bestäms av just räntan (i)
{\displaystyle (1+i_{\$})={\frac {E[S_{+1}]}{S}}(1+i_{c}).\;}